# Frédéric Neuhaus
Pour les articles homonymes, voir Neuhaus.
Frédéric Neuhaus, né le 4 mars 1846 au Locle et mort en 1912, est un pharmacien belge, fils de Jean Neuhaus (le fondateur de la chocolaterie Neuhaus) et père de Jean Neuhaus, inventeur de la praline en 1912.

## Biographie
Fréderic Jean Neuhaus est né au Locle, en Suisse, de Jean Neuhaus et Louise Hodel. En 1874, devenu confiseur en Belgique, il épouse à Molenbeek-Saint-Jean Catherine Eugénie Perin. Son père est alors jardinier au Locle. En 1877 son fils Jean Frédéric Neuhaus naît à Bruxelles.
C'est Fréderic Neuhaus qui va commencer à utiliser du chocolat dans la confiserie de son père.